# 21 Eskadra Niszczycielska

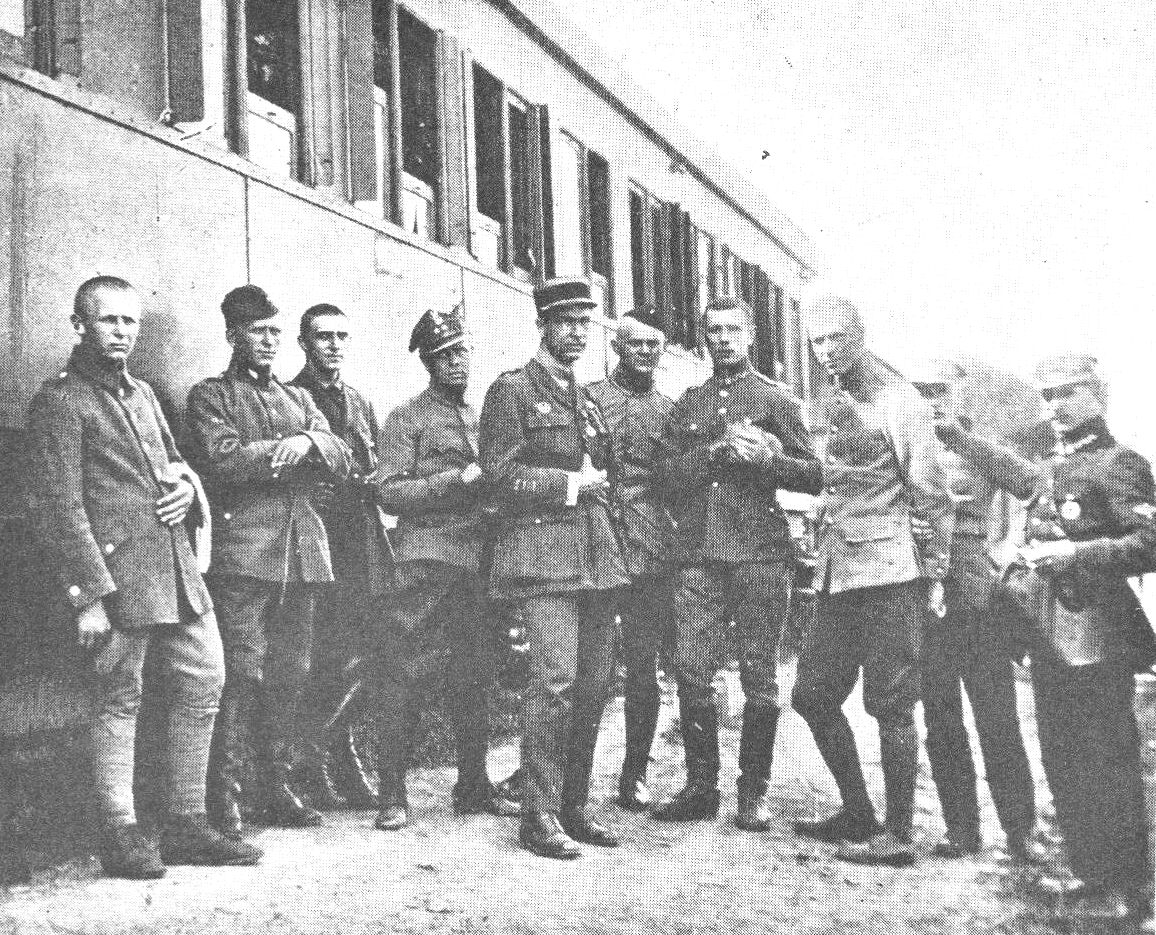
Personel 21 eskadry w momencie przybycia na pierwsze lotnisko bojowe w Rachnym Lesowyju na Podolu 15 maja 1920.

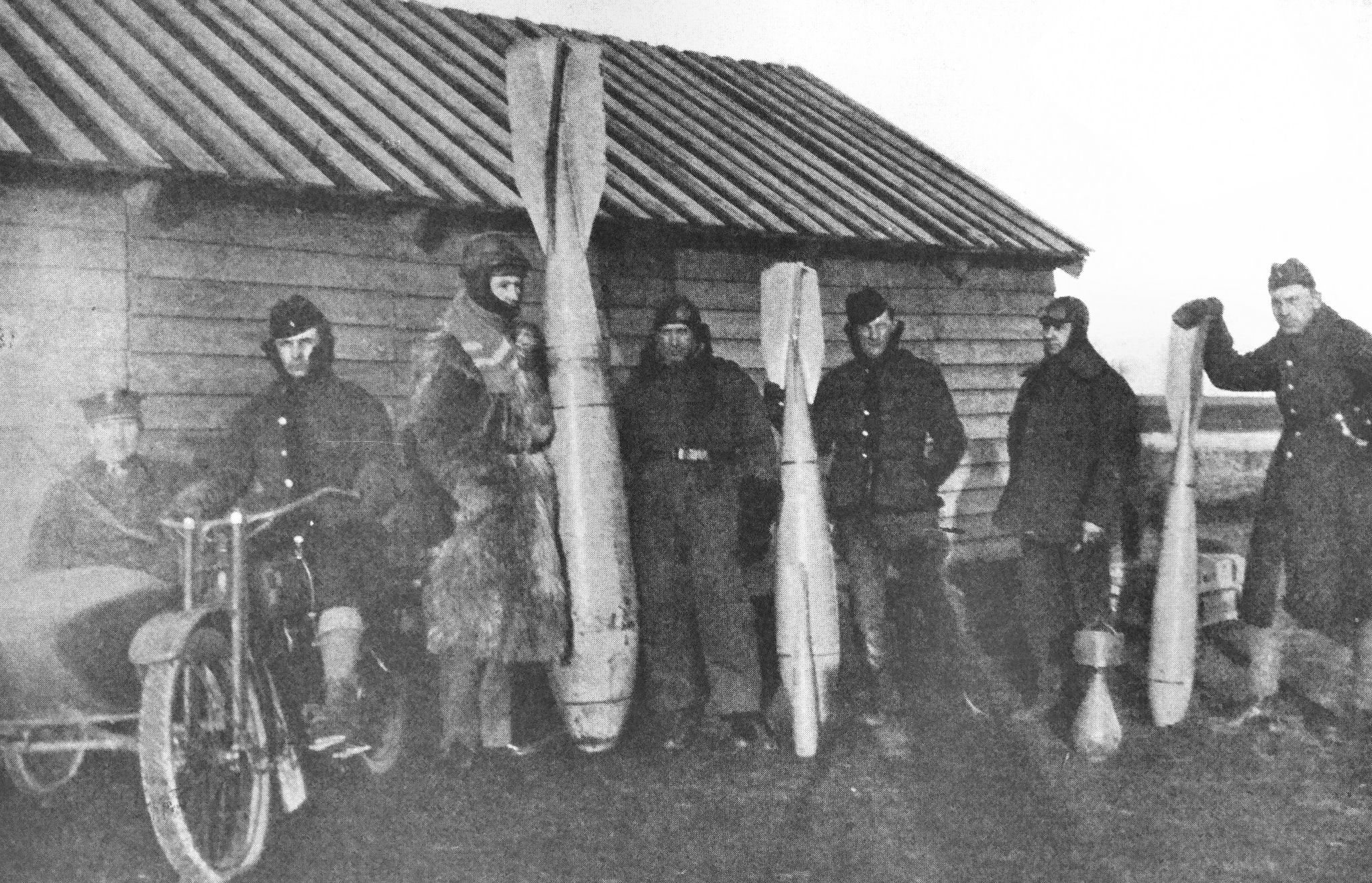
Personel 21 eskadry z bombami różnych typów.

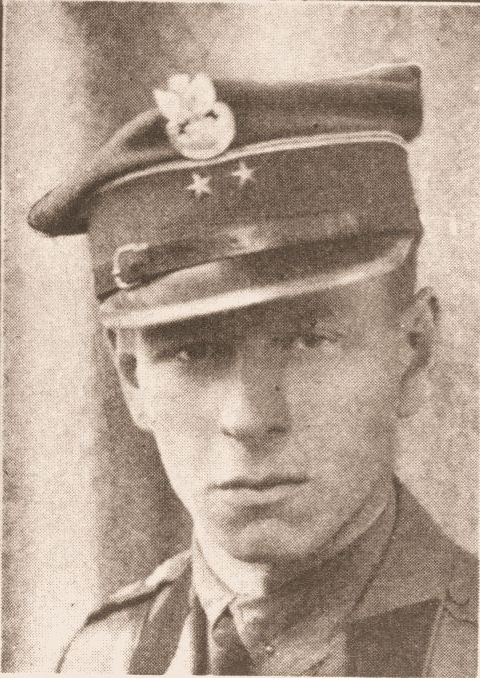
Por. pilot Ludomił Rayski – twórca i pierwszy dowódca eskadry.

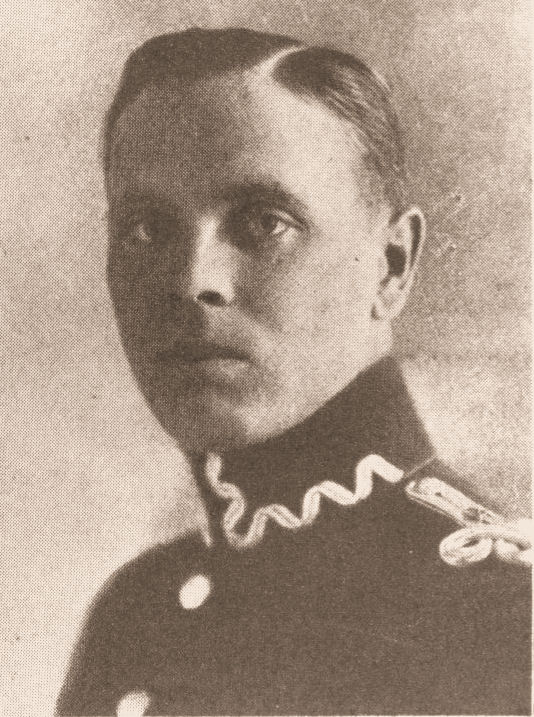
Por. pilot Franciszek Wieden – dowódca eskadry.

21 eskadra niszczycielska – pododdział lotnictwa bombowego Wojska Polskiego w II Rzeczypospolitej. 
Eskadra sformowana została w 1920 na poznańskiej Ławicy. Jako jedyna eskadra bombowa lotnictwa polskiego wzięła udział w wojnie polsko-bolszewickiej. W 1921  weszła w skład nowej 14 eskadry wywiadowczej.

## Formowanie i walki
Pierwsze plany utworzenia eskadry niszczycielskiej związane były z początkiem lotnictwa w Wielkopolsce (początek 1919 roku), kiedy to na opuszczonych przez Niemców lotniskach w Ławicy pod Poznaniem i Winiarach pozostało kilka ciężkich samolotów bombardujących typu Gotha i Friedrichshafen.
Jednak realizacja nastąpiła dopiero po roku. Wczesną wiosną komendant Szkoły Pilotów w Ławicy Ludomił Rayski powrócił do wcześniejszej idei. Zaproponował utworzenie eskadry bombardującej na bazie samolotów  Gotha G.IV, Friedrichshafen G.III oraz AEG C.IV. Pomysł uzyskał aprobatę i 15 kwietnia Rayski rozpoczął formowanie nowej jednostki.
30 kwietnia 1920 nowo powstała jednostka pod nazwą 21 eskadra niszczycielska. Wyposażona w sześć lekkich samolotów rozpoznawczo-bombowych AEG C.IV i jeden średni dwusilnikowy bombowiec Gotha G.IV, wyruszyła z Ławicy na front wschodni. W maju otrzymała dalsze 8 AEG C.IV. 
15 maja 1920 eskadra zajęła lotnisko położone w pobliżu miejscowości Rachny Lasowe, weszła w skład III dyonu lotniczego i nawiązała współpracę z 12 Dywizją Piechoty. 
W pierwszych dniach walk załoga w składzie podporucznik pilot Stanisław Skarżyński i sierżant obserwator Gogulski nie powróciła z lotu. Po kilku tygodniach sierżant Gogulski przedarł się przez linię frontu, a podporucznik Skarżyński powrócił do eskadry po prawie dwóch miesiącach przedzierając się przez Rumunię.
Pod koniec maja postawiono przed eskadrą pierwsze poważne zadanie związane z bombowym charakterem jednostki. Siły bolszewickie skierowały w rejon walk polskiej 12 Dywizji Piechoty kilka pociągów pancernych, które uniemożliwiały dalsze działania polskich oddziałów. Akcja bombardowania trwała od 24 do 27 maja. Brała w niej udział głównie załoga por. Rayskiego z obserwatorem Czesławem Filipowiczem na samolocie Gotha, a także dwa sprawne AEG.
W akcji brały także udział samoloty  5 eskadry wywiadowczej i 15 eskadry myśliwskiej. Bombardowano stację kolejową Malewnaja, pociągi oraz tory przed i za nimi. W wyniku wspólnej akcji lotnictwa i piechoty 3 pociągi pancerne zostały zdobyte, a jeden poważnie uszkodzony. 
Zdobyto 27 maja pociągi „Bela Kun” i „Krasnyj Krestianin”
W  czerwcu i lipcu oddziały polskie prowadziły walki obronno-opóźniające, a Armia Konna Budionnego, będąca głównym przeciwnikiem polskiej 6 Armii, znacznie udoskonaliła metody walki z lotnictwem i stała się jego bardzo groźnym przeciwnikiem. Kawalerzyści Siemiona Budionnego zaczęli powszechnie używać sprzężone karabiny maszynowe ustawione na taczankach, organizując przy tym zasadzki z wykorzystaniem niewielkich pododdziałów kawalerii .
21 eskadra niszczycielska razem z 7 eskadrą myśliwską tworzyła „dyon Faunt-le-Roya”. 
Na początku czerwca eskadra atakowała pozycje sowieckie w rejonie Winnicy. Wyróżniał się pilot eskadry sierż. Józef Ryba. 10 czerwca jednak najbardziej wartościowy bombowiec Gotha został odesłany do Lwowa.
Po przebazowaniu z Rachny Lessowyja do Płoskirowa, eskadra rozpoczęła intensywne loty bombowe.
W dniach 18 – 22 czerwca w składzie III dywizjonu walczyła z pociągami pancernymi w rejonie Baru i Żmerynki. 22 czerwca załogi eskadry wykonały siedem lotów bojowych zrzucając ponad 450 kg bomb. Cztery dni później, na samolotach typu AEG C.IV załogi eskadry zwalczały kawalerię i artylerię nieprzyjaciela w rejonie Starej Sielawy. 
3 lipca eskadra wycofała się z lotniska w Płoskirowie i przeniosła się na lotnisko Hołoby z międzylądowaniem w Tarnopolu. Jeszcze tego dnia  przeprowadziła dwa loty bojowe. Podczas pierwszego z nich nawiązano łączność z oddziałami gen. Pawła Szymańskiego w rejonie Borysowa, a podczas drugiego załoga ppor. Wieniawa-Długoszowski i ppor. Tuskiewicz rozpoznawała rejon Miropola i Szepietówki. W okolicy Izysławia pilot został ciężko ranny w brzuch. Do własnych linii postrzelany samolot doprowadził obserwator.
W czasie tych walk 15 lipca zginął wraz z amerykańskim obserwatorem Arthurem Kellym (z 7 eskadry)  por. Skarżyński. Ich AEG C.IV  został zestrzelony.
Także w tym dniu w rejonie Łuck– Równe–Dubno został poważnie trafiony przez artylerię przeciwlotniczą samolot ppor. pil. Zdzisława Jakubowskiego i ppor. obs. Olgierda Tuskiewicza. Uszkodzone zostały stery, śmigło i silnik. Lotnicy bezskutecznie starali się dolecieć do własnych linii. Po lądowaniu w pobliżu bolszewickiego oddziału kawalerii oficerowie podpalili samolot i uciekli do lasu. Później przedostali się do polskich wojsk.
Pod koniec lipca  21 i 7. eskadra prowadziły działania przeciw oddziałom sowieckim w rejonie Młynowa, Demidówki i Beresteczka.
27 lipca, na skutek zagrożenia lotniska w Hołobach, obie jednostki po raz kolejny zostały zmuszone do odskoku. Wycofując się na lotnisko Uściług, eskadra straciła kolejnych lotników. Załoga ppor. Zdzisław Jakubowski i mechanik Antoszek, przymusowo lądowała na terenach nieprzyjaciela, została otoczona i zabita.
W Uściłogu dowództwo nad eskadrą objął por. Franciszek Wieden. Eskadra prowadziła rozpoznanie dla 7 eskadry myśliwskiej, wkrótce została przeniesiona na lotnisko w okolice Sokala. 
Po reorganizacji jednostek polskich 21 eskadrę niszczycielską przydzielono do II dyonu lotniczego i skierowano na lotnisko w Motyczu pod Lublinem. Wkrótce z powodu braku uzupełnień oraz epidemii czerwonki eskadra została wycofana do rezerwy Naczelnego Dowództwa do Dęblina. 
25 sierpnia zakończyły się działania pościgowe za rozbitymi oddziałami sowieckimi. Na kilka tygodni nastąpiła stabilizacja linii frontu, a jednostki Wojska Polskiego, w tym lotnicze, przeszły kolejną reorganizację. Wycofano, celem uzupełnienia, eskadry najbardziej wyczerpane intensywnymi walkami. Były to 2., 8. i 21 eskadra. Poza nimi na tyłach przebywały także inne eskadry. Były to: 3., 11., 14., 17. i 18. oraz (4.) eskadra toruńska.  31 sierpnia, stacjonujący we Lwowie bombowiec Gotha został rozbity w wypadku.
Dopiero po uzupełnieniach w sprzęt i ludzi, na początku października 1920, eskadra  została ponownie skierowana na front i wzięła udział w akcjach rozpoznawczych oraz bombowych przeciw wycofującym się oddziałom Budionnego.  Od 4 października, startując z lotniska w Tarnopolu, działała na korzyść grupy gen. Lamezana. Walki polegały przede wszystkim na współpracy eskadr z zagonami  kawalerii polskiej, które wypuszczały się głęboko na tyły wojsk sowieckich. 21 eskadra wspierała przede wszystkim 1 Brygadę Jazdy prowadzącą wówczas zagon kawaleryjski na Nowokonstantynów i Letyczew. W tym miesiącu jednostka wykonała jeszcze ponad 20 lotów bojowych. 
Ostatnie swe loty bojowe eskadra wykonała  18 października 1920.
Rozejm zastał eskadrę w Tarnopolu. 

Podczas wojny polsko-bolszewickiej 21 eskadra  niszczycielska wykonała 117 lotów bojowych, przebywając 270 godzin nad terenami nieprzyjaciela. Zginęło 3 lotników eskadry.

## Eskadra w okresie pokoju
Na mocy rozkazu z 18 stycznia 1921 eskadry 14 i 21 połączono tworząc 14 eskadrę wywiadowczą w Grudziądzu. Nowa eskadra weszła w skład formującego się 2 pułku lotniczego w Krakowie.

## Żołnierze eskadry
| Dowódcy eskadry\|-                                       |                               |                                        |
| Stopień                                                  | Imię i nazwisko               | Okres pełnienia służby                 |
| por. pil.                                                | Ludomił Rayski                | 15 IV 1920 – VII 1920                  |
| por. pil.                                                | Franciszek Wieden             | VIII 1920 – X 1920                     |
| por. pil.                                                | Ludomił Rayski                | X 1920 – I 1921                        |
| Personel latający okresu wojny polsko – bolszewickiej\|- |                               |                                        |
| Obserwatorzy                                             | Obserwatorzy                  | Piloci                                 |
| kpt. obs. Artur H. Kelly                                 | kpt. obs. Artur H. Kelly      | kpt. pil. Ciecierski                   |
| por. obs. Czesław Filipowicz                             | por. obs. Czesław Filipowicz  | por. pil. Ludomił Rayski               |
| por. obs. Lucjan Kulikowski                              | por. obs. Lucjan Kulikowski   | por. pil. Bolesław Ropelewski          |
| por. obs. Piotr Kurbatow                                 | por. obs. Piotr Kurbatow      | por. pil. Franciszek Wieden            |
| ppor. obs. Olgierd Tuskiewicz                            | ppor. obs. Olgierd Tuskiewicz | ppor. pil. Stanisław Jan Skarżyński    |
| pchor. obs. Marian Dylski                                | pchor. obs. Marian Dylski     | ppor. pil. Jerzy Wieniawa-Długoszowski |
| pchor. obs. Gogulski                                     | pchor. obs. Gogulski          | ppor. pil. Zdzisław Jakubowski         |
| pchor. obs. Jałoszyński                                  | pchor. obs. Jałoszyński       | pchor. pil. Foester                    |
| sierż. obs. Wiktor Czyż                                  | sierż. obs. Wiktor Czyż       | st. sierż. pil. Kauba                  |
| sierż. obs. Sroka                                        | sierż. obs. Sroka             | sierż. pil. Józef Ryba                 |
|                                                          |                               | kpr. pil. Malicki                      |

## Wypadki lotnicze
W okresie funkcjonowania eskadry miały miejsce następujące wypadki lotnicze zakończone obrażeniami lub śmiercią pilota:
- 15 lipca 1920 podczas walk z kawalerią Siemiona Budionnego polegli ppor. pil. Stanisław Skarżyński i kpt. obs. Artur H. Kelly.
- 23 lipca zginęli ppor. pil. Zdzisław Jakubowski i st. szer. mech. Andrzej Antoszczak.
- W październiku 1920 zginął szer. mech. Zieliński, który został uderzony śmigłem samolotu Gotha G.IV.

## Samoloty eskadry

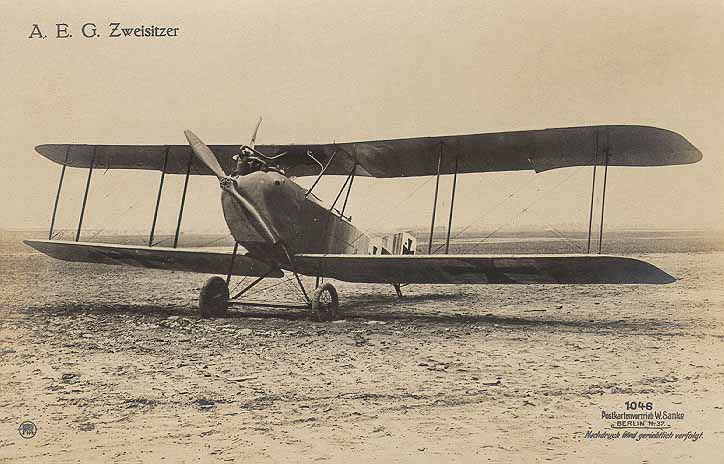
AEG C.IV
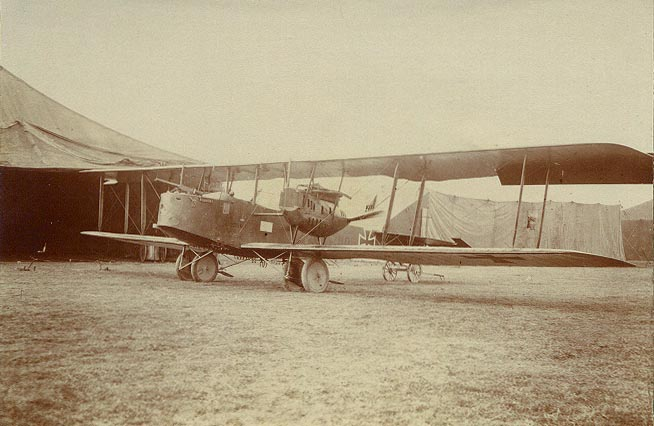
Friedrichshafen G.III
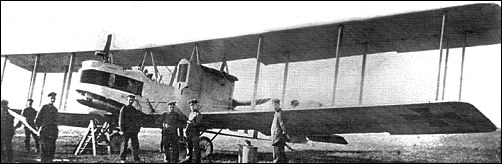
Gotha G.IV